# Ludvík Klímek
Ludvík Klímek (18. února 1907, Vsetín – 31. července 1959, Vsetín) byl český umělec, akademický malíř a podnikatel-hoteliér.

## Životopis
Vyučil se dekorativním malířem kostelů. V roce 1933 vydali soukromým nákladem bratři Ludvík a František Klímkovi soubor dvaceti perokreseb Hrady Slovenska a Podkarpatskej Rusi podle předloh Ludvíka Klímka s předmluvou Ivana Houdka.. Seznámil se s malířem Antonínem Strnadelem, který jako absolvent uměleckého učiliště sbíral své samostatné malířské zkušenosti z rodného Valašska. Pod jeho vlivem, se rozhodl studovat umení v Praze. Vystudoval od roku 1936 až 1939 na Akademii výtvarných umění (AVU) v Praze v proslulé krajinářské speciálce profesora Otakara Nejedlého. Jeho studium na Akademii skončilo uzavření vysokých škol 17. listopadu 1939.

### Hotel Klímek
V letech 1939–1942 vybudoval s bratrem Františkem turistický hotel Na staré Vartě ve Zděchově, který byl později přejmenován na Hotel Klímek. V podkroví hotelu si Ludvík Klímek zbudoval ateliér. Později si ve druhém patře část hostinských pokojů přestavěl na druhý ateliér. Od roku 1942 zde v přátelské atmosféře hostil řadu umělců, kromě profesorů Antonína Strnadla a Otakara Nejedlého také malíři Josefa Brože, Jožku Barucha, Lucii Klímovou, Jana Kobzáně nebo Karla Hofmana. Tím se stal důležitým mecenášem malířské společnosti, která ve Zdechově v průběhu 40. až 80. let 20. stoleti vznikla. V Hotelu Klímek pobývali také Karel Langer, Stanislav Krátký, Karel Stehlík, Josef Vacke, Joža Uprka nebo Karel Putz, ktéry namaloval v roce 1949 čtyři portréty Ludvíka Klímka.
Byl členem Klubu výtvarných umělců Aleš. Nejčastěji maloval krajiny a květiny. Dalším častým motivem, kterému se věnoval byly kytice. Ojediněle pak na jeho obrazech spatříme figurální motivy.

## Výběr z děl
1933 Perokresby Hrady Slovenska a Podkarpatskej Rusi
| - Hrad Krásna Hôrka - Zřícenina hradu Strečna - Zřícenina hradu Likarky - Zřícenina hradu Vršatice - Zvolenský hrad - Hrad Budatín - Zřícenina hradu Brekova - Zřícenina hradu Stará Ľubovňa - Zřícenina hradu Čachtice - Zřícenina hradu Fiľakovo | - Zřícenina hradu Starého - Hrad Bojnice - Zřícenina hradu Muráne - Zřícenina hradu Divína - Zřícenina hradu Lietavy - Oravský hrad - Zřícenina hradu Sachsenstein - Zřícenina hradu Plaveč - Zřícenina hradu Blatnickeho - Hrad Jasenov |

Jiná díla a malby
| - 1938: Vsetín – Stary Sychrov; Vsetín - 1941: Zděchov – Podzimní krajina - 1949: Trenčiansky trh - 1949: Mlácení - 1949: Skláři při práci - Za vesnicí - Pulčínské skály - Zimní krajina v podvečer - Na Dunaji - U Bečvy - Jarní krajina | - Trenčianske Teplice – rybník v parku - Slunečnice - Autoportrét - Moře – Itálie - Pasekář ze Zděchova - Ostrava - Podzimní krajina - Pohled do údolí - Portrét akad. malíře Otakara Nejedlého - (studie): Valašska čepice; Krpce - (zátiší): Pstruh, Kapr |

## Výstavy
výběr
- 1941: Výstava Valašských umělců, Vsetín
- 1942: III. výstava mladých výtvarníků ve Zlíně
- 1943: Zlínský salon
- 1943: Členská výstava spolku „Aleš“, Brno 1943
- 1946: Členská výstava spolku „Aleš“ – První výstava v osvobozené vlasti, Brno
- 1950: Výtvarná úroda 1950 – Gottwaldov (Zlín)
- 1953: Výstava výtvarných umělců moravských krajů, Olomouc
- 1953: Kolektivní výstava, Kroměříž
- 1957: Výstava Pozdrav Gottwaldovských výtvarníků k 40. výročí Velké říjnové socialistické revoluce, Gottwaldov

posmrtné výstavy
- 1959: Kolektivní výstava, Gottwaldov
- 1962: Ludvík Klímek a Jan Uruba – Obrazy a sochy, Valašské Meziříčí
- 1971: Retrospektivní výstava výtvarníků Gottwaldovské oblasti k 50. výročí KSČ, Gottwaldov 1971
- 1987: Autorská výstava k 80. výročí narození, Vsetín
- 2007: 8. malířské cesty kolem Soláně – Výstava: Malíř Ludvík Klímek a výtvarný Zděchov (100 let od narození malíře)
- 2012: Výstava proměny Vsetína, Vsetín
- 2014: Ludvík Klímek – Retrospektiva (výběr z díla), Vsetín